# 敖以智
敖以智，海軍中將，海軍官校(76年班)畢業。
現任海軍第1副司令112/10/01接任
曾任海軍第2副司令112/8/1接任，海軍教育訓練暨準則發展指揮部指揮官、海軍司令部參謀長、人事參謀次長室助理次長（聯一助次）、海軍司令部人事軍務處長、海軍192艦隊長、通信電子資訊參謀次長室助理次長、總長高廣圻辦公室參謀主任等職。2014年1月1日晉升海軍少將、2019年1月1日晉升海軍中將。